# Thaicom 6

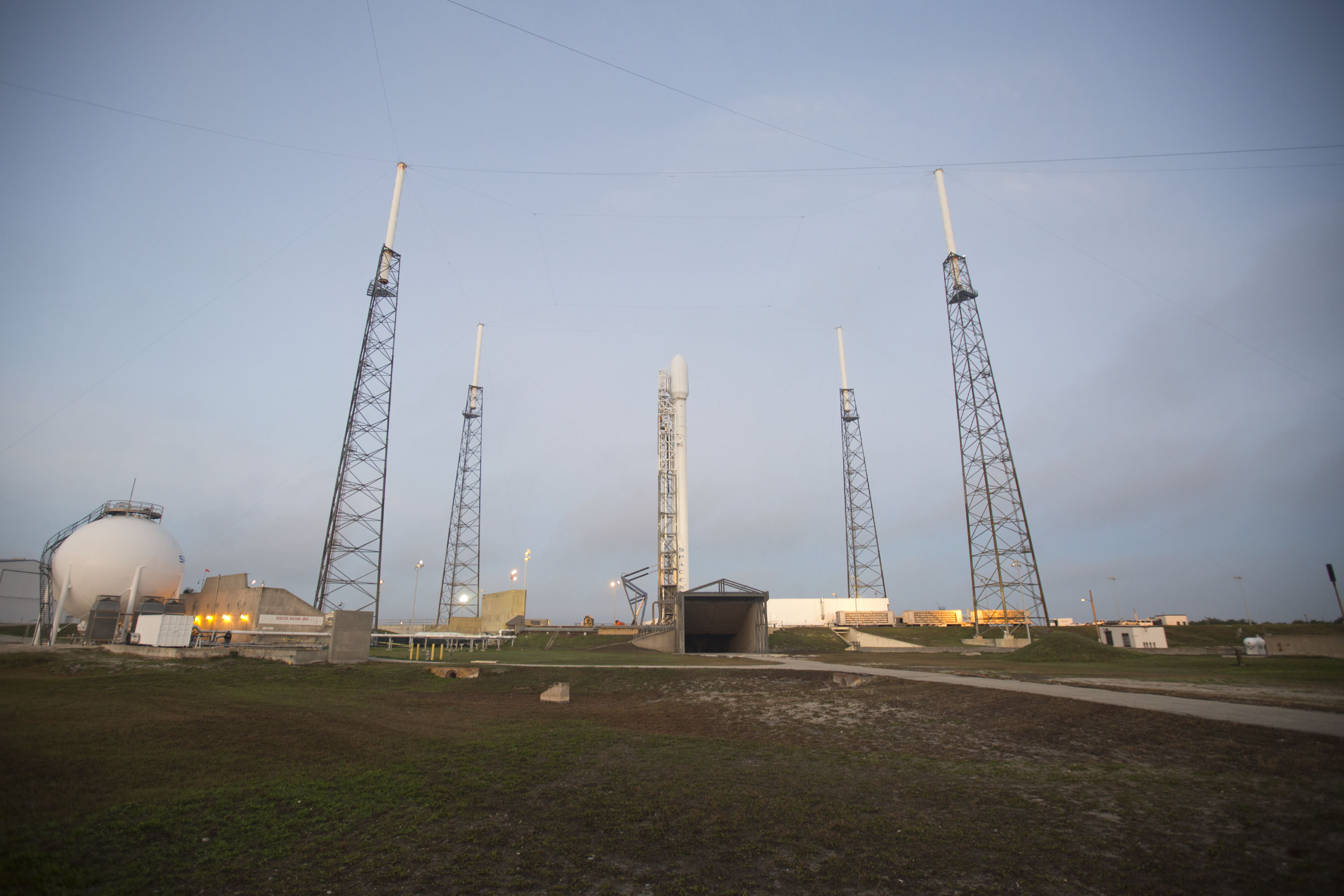
Falcon 9 (senkrecht) auf Cape Canaveral AFS SLC-40 vor dem Start des Satelliten Thaicom 6.

Thaicom 6 ist ein thailändischer Fernsehsatellit der Thaicom Plc., eines Tochterunternehmens der INTOUCH Plc. mit Sitz in Thailand. Die Gesamtkosten für den Fernsehsatelliten belaufen sich auf 160 Millionen US-Dollar. Der Start erfolgte am 6. Januar 2014 um 22:06 Uhr (UTC) vom Startplatz 40 der Cape Canaveral Air Force Station. Danach wurde der Satellit neben Thaicom 5 bei 78,5° Ost positioniert, womit er den 2010 abgeschalteten Satelliten Thaicom 2 ersetzte.
Der auf drei Achsen stabilisierte Satellit verfügt über 18 Transponder auf dem C-Band und acht Transponder auf dem Ku-Band. Die Ku-Band-Transponder sind sowohl gerichtet als beam- wie auch zur Breitbandversorgung schaltbar. Damit erreicht der Satellit Asien, Europa, Australien und Afrika. Vornehmlich ist er aber für den DTH-Service für Thailand gedacht. Die sechs C-Band-Transponder, die Afrika versorgen, werden unter der Bezeichnung AfriCom 1 vermarktet.